# Naturaleza muerta remixes
Naturaleza muerta remixes es el segundo álbum de remezclas del grupo español Fangoria, publicado por el sello Subterfuge Records el 24 de enero de 2005 en España.
Naturaleza muerta remixes reúne algunas de las remezclas publicadas en los sencillos de Naturaleza muerta (2001), como «No sé qué me das», «Eternamente inocente», «Hombres» y «Más que una bendición». Aunque fue escasamente promocionado, Naturaleza muerta remixes llegó a vender unas 5,000 copias en España.

## Diseño y portada
El diseño gráfico de este álbum compilado de remezclas, especialmente el de la portada, contrastó radicalmente con el de la portada del álbum Naturaleza muerta (2001), con el cual se relacionaba. En aquella época, la portada del álbum inédito, publicado en 2001, mostraba una imagen de Nacho y Alaska, vestidos de manera casual, con ropas predominantemente oscuras, colocados de forma intencionada en un paisaje de bosque natural.
Por el contrario, la portada de este álbum de remezclas resultaba completamente minimalista, con una reducción al mínimo de los elementos decorativos en el diseño, utilizando la misma tipografía que había aparecido en el álbum anterior. La contraportada, en la edición original de 2003, seguía el mismo esquema de diseño que la portada. En las ediciones posteriores de este álbum, el diseño de la contraportada sufrió algunas variaciones.

## Lista de canciones
| N°  | Canción                                          | Remezcla de                | Duración |
| --- | ------------------------------------------------ | -------------------------- | -------- |
| 1.  | "No sé qué me das" (Lost remix)                  | + De Lo Mismo              | 5:08     |
| 2.  | "No sé qué me das" (Dub artificial remix)        | Milinko                    | 5:58     |
| 3.  | "No sé qué me das" (Me vuelvo crazy remix)       | Moli                       | 6:50     |
| 4.  | "Eternamente inocente" (Éramos tras/perfectos)   | Javier García              | 3:48     |
| 5.  | "Eternamente inocente" (Quiero ser inocente)     | Acting Out                 | 5:20     |
| 6.  | "Eternamente inocente" (Remix trasparente)       | Varón Dandy                | 3:50     |
| 7.  | "Eternamente inocente" (Eternamix)               | Chino Torres               | 4:24     |
| 8.  | "Eternamente inocente" (Remezcla del bosque)     | Rudiguer                   | 4:11     |
| 9.  | "Hombres"                                        | Carlos Jean                | 4:01     |
| 10. | "Hombres" (MM remix)                             | Ángel Molina y Nacho Marco | 8:18     |
| 11. | "Hombres"                                        | Spunky                     | 6:49     |
| 12. | "Más que una bendición" (Incursión mental remix) | Javier García              | 5:04     |
| 13. | "Más que una bendición" (Subjetive Sound remix)  | Alfredo López              | 7:19     |
| 14. | "Más que una bendición" (K remix)                | Betelgeuse                 | 7:06     |